# Kleinbäretswil

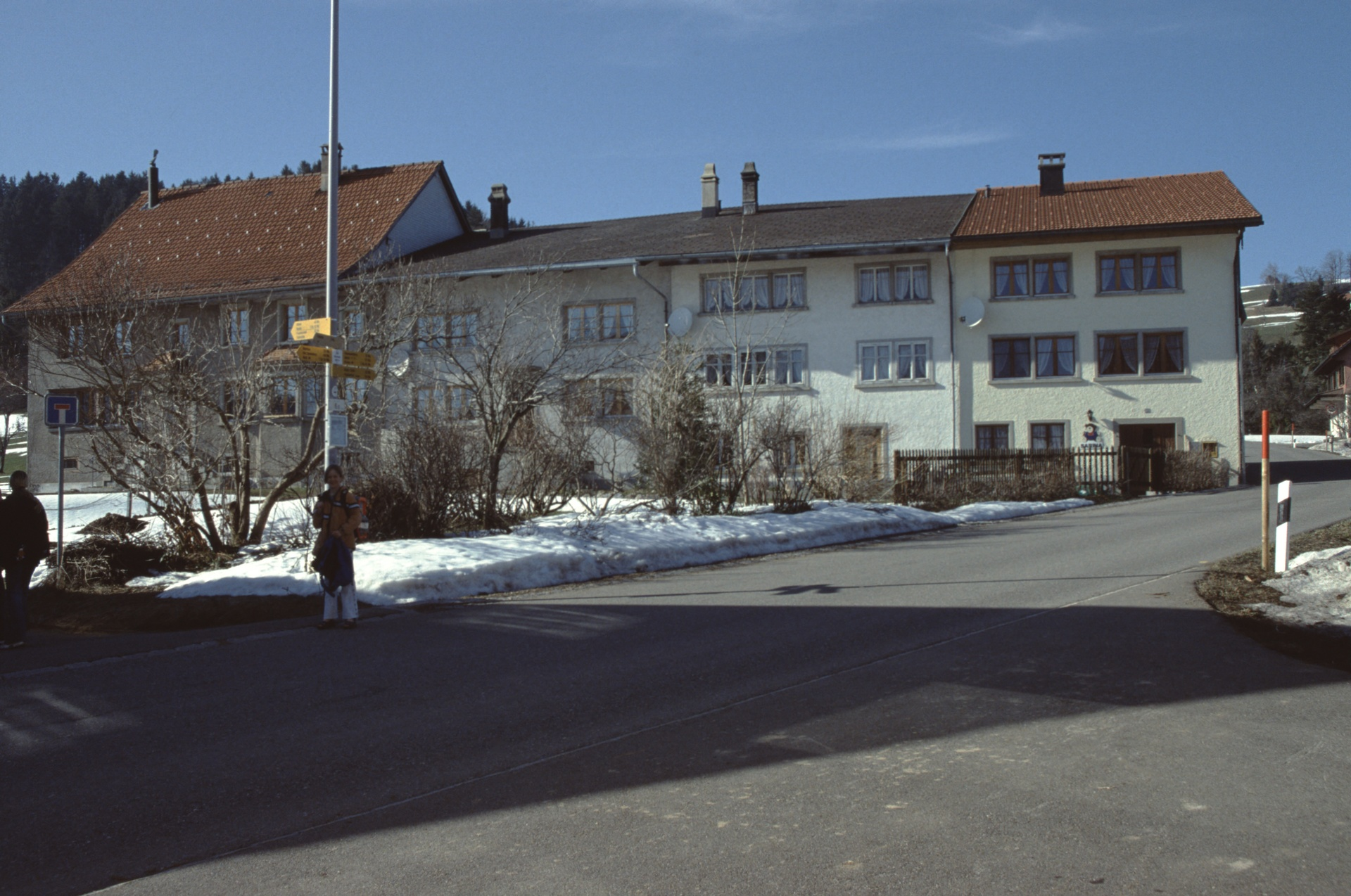
Flarz Chloster in Kleinbäretswil, rechts ehem. Wirtschaft Berg

Kleinbäretswil (Zürichdeutsch: Chlibäretswil) ist eine Aussenwacht von Bäretswil (im Kanton Zürich, Schweiz) und wird seit Jahrhunderten von der Familie Egli besiedelt. Sie gehört zur Schulwacht Berg.

## Geographie
Kleinbäretswil liegt im Gegensatz zum Grossteil der Gemeinde Bäretswil auf der Ostseite der Allmenkette. Der alte Kirchweg führt über Bettswil ins Kirchdorf Bäretswil. 1848 wurde die Strasse von Bettswil via Passübergang Ghöch nach Kleinbärteswil und von dort weiter nach Gibswil gebaut. Kleinbäretswil bildet zusammen mit den Aussenwachten Fehrenwaltsberg und Ghöch die Schulwacht Berg. Postalisch wird Kleinbäretswil von Gibswil / Wald her bedient.

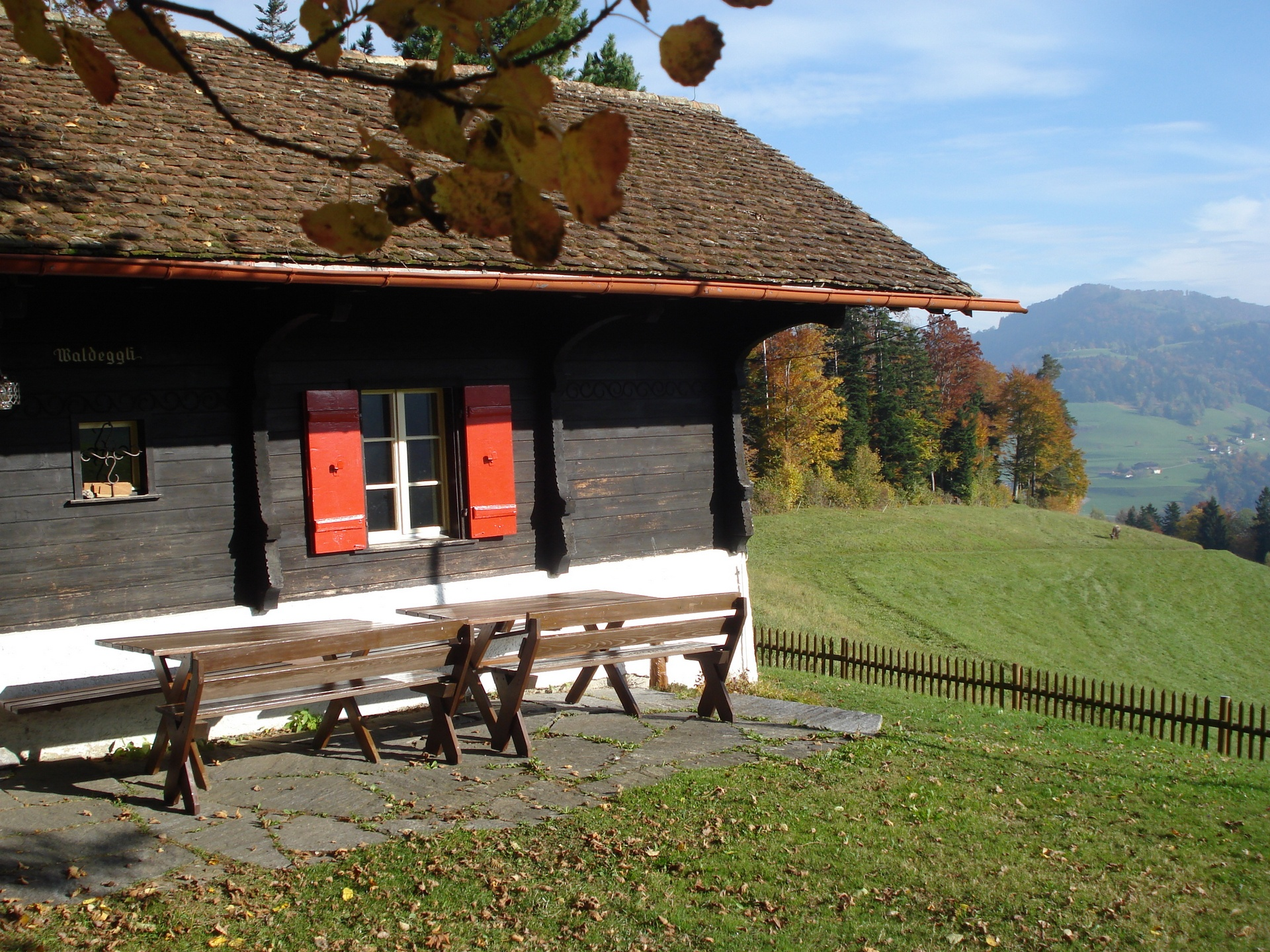
Naturfreundehaus auf dem Ghöch

Auf dem Ghöch befindet sich ein Skilift und das Naturfreundehaus Waldeggli (710918 / 243672).
Zwischen Kleinbäretswil und Gibswil liegen im Tobel des Leebachs der Schwarzengubel resp. Tätschgubel (711329 / 241812), zwei Nagelfluhgubel mit Giessen (Wasserfällen), die eine Fallhöhe von je acht Metern haben.

## Name
Anders als der Name Kleinbäretswil suggeriert, hat er nichts mit dem Namen Bäretswil zu tun. Beide sind alemannischen Ursprungs. Bäretswil leitet sich von Berolfeswilari (Gutshof des Berolf), Kleinbäretswil von Perharteswilari (Gutshof des Bernhart) her. Die Herkunft des Bernhart, der sich um 800 hier niederliess, ist unbekannt. Während 1150 die Namensherkunft noch unterschieden wird, wird bereits 1342 von Gross- und Kleinbäretswil gesprochen.

## Geschichte
1321 und 1380 wird im Gebiet Fehrenwald / Frauenbrünneli ein Frauenklösterchen erwähnt. Es gibt Hinweise, dass Kleinbäretswil im frühen Mittelalter gar eine eigene Kapelle besass. Der Flarz im Dorfkern nennt sich Chloster (710567 / 242385), da das Land einst dem Kloster St. Gallen gehörte.
Im Urbar von 1541 ist festgehalten, dass Fehrenwaldsberg von Hans Egly und Kleinbäretswil von den Eglinen Bäne und Uly (Benjamin und Ulrich Egli) bewirtschaftet werden. Die Familien Egli bewohnen die Aussenwacht bis in die Gegenwart. Im 16./17. Jh. schloss sich der Grossteil von ihnen den Wiedertäufern an.
Während Stickerei, Sägerei und dorfeigene Feuerwehr im Verlauf des 20. Jh. eingestellt wurden, erfuhr Kleinbäretswil um die Jahrtausendwende einschneidende Veränderungen: 1974 schloss die für die Bewohner wichtige Wirtschaft Berg / Walder (im Chloster, Baujahr 1650) in Kleinbäretswil und wurde durch das neue und eher für den Tourismus gebaute Restaurant Berg im Ghöch ersetzt. 2001 wurde der Schulbetrieb im Schulhaus Berg eingestellt. 2002 wurde das Lebensmittelgeschäft, der Konsum, geschlossen. 2015 stellte die Käserei den Betrieb ein.